# Ла-Крёз
Ла-Крёз (фр. La Creuse) — коммуна во Франции, находится в регионе Франш-Конте. Департамент — Верхняя Сона. Входит в состав кантона Со. Округ коммуны — Люр.
Код INSEE коммуны — 70186.

## География
Коммуна расположена приблизительно в 330 км к юго-востоку от Парижа, в 55 км северо-восточнее Безансона, в 16 км к востоку от Везуля.
По территории коммуны протекает река Колонбина.

## Население
Население коммуны на 2010 год составляло 74 человека.
| 1962 | 1968 | 1975 | 1982 | 1990 | 1999 | 2010 |
| ---- | ---- | ---- | ---- | ---- | ---- | ---- |
| 59   | 51   | 50   | 41   | 43   | 51   | 74   |

## Администрация
| Период | Период | Фамилия        | Партия | Примечания |
| ------ | ------ | -------------- | ------ | ---------- |
| 2001   | 2006   | Жан-Мари Муре  |        |            |
| 2006   | 2014   | Жан-Люк Сибиль |        |            |

## Экономика

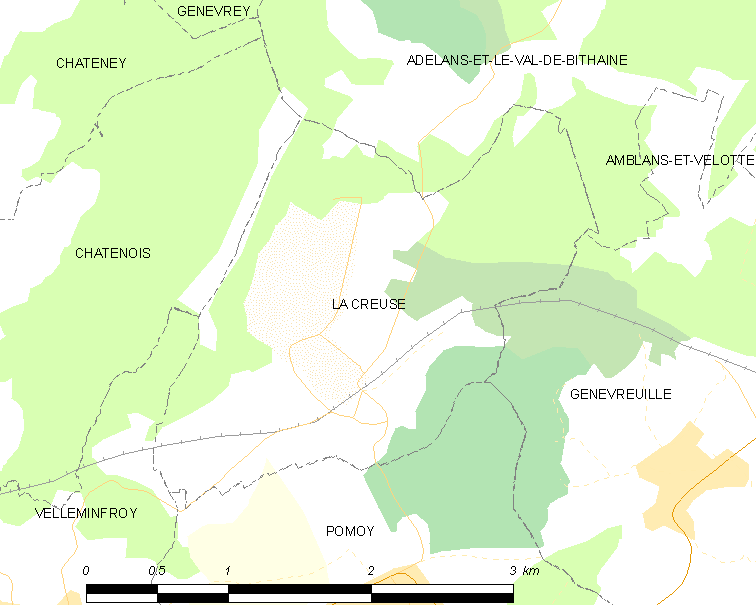
Карта коммуны

В 2010 году среди 43 человек трудоспособного возраста (15—64 лет) 31 были экономически активными, 12 — неактивными (показатель активности — 72,1 %, в 1999 году было 66,7 %). Из 31 активных жителей работали 30 человек (15 мужчин и 15 женщин), безработной была 1 женщина. Среди 12 неактивных 3 человека были учениками или студентами, 5 — пенсионерами, 4 были неактивными по другим причинам.